# Habitations préhistoriques des Fraux
Les habitations préhistoriques des Fraux sont un site archéologique situé en France sur la commune de Virargues, en région Auvergne-Rhône-Alpes.

## Localisation
Le site se trouve sur un plateau à 1 200 mètres d'altitude dans le parc naturel régional des Volcans d'Auvergne.

## Description
Des habitations en pierres sèches et une enceinte, datant du Néolithique au Moyen Âge, ont été découvertes lors de fouilles qui ont mis en évidence des murs épais et un fossé. Des monnaies du XIIe siècle témoignent de la présence humaine jusqu'au Moyen Âge.

## Protection
Les restes des habitations préhistoriques des Fraux sont classés au titre des monuments historiques par arrêté du 12 septembre 1924.